# Гексафторогерманат натрия
Гексафторогерманат натрия — неорганическое соединение, комплексный фторид металлов германия и натрия с формулой Na2[GeF6], бесцветные кристаллы, растворимые в воде.

## Получение
- Растворение фторида натрия и оксида германия(IV) в плавиковой кислоте:

{\displaystyle {\mathsf {2NaF+GeO_{2}+4HF\ {\xrightarrow {}}\ Na_{2}[GeF_{6}]+2H_{2}O}}}

## Физические свойства
Гексафторогерманат натрия образует бесцветные кристаллы
гексагональной сингонии,
параметры ячейки a = 0,910 нм, c = 0,513 нм.